# Desaparición de Jay Slater
En junio de 2024, Jay Slater, un británico de 19 años, falleció en Tenerife, España. Había asistido a un festival de música en Playa de las Américas el 16 de junio, antes de viajar al norte de la isla con dos personas que conoció en el festival. La mañana del 17 de junio, sin taxi ni transporte público, Slater desapareció mientras intentaba recorrer los 45 km caminando de regreso a su alojamiento.
El 15 de julio de 2024, la policía española encontró el cuerpo de Slater cerca de la última ubicación registrada en su teléfono móvil. Sus traumatismos craneoencefálicos eran compatibles con una caída desde una gran altura, y la investigación sobre su muerte determinó que fue accidental, sin intervención de terceros.
La desaparición y muerte de Slater despertaron un gran interés mediático. Al igual que con la muerte de Nicola Bulley y otros casos parecidos en los últimos años, se publicaron varias teorías conspirativas en redes sociales, donde proliferaron las especulaciones sobre su desaparición, especialmente en TikTok y Facebook. El público que se desplazó a la zona durante la búsqueda fue criticado por actuar como detectives de sillón, mientras que los usuarios de redes sociales fueron duramente criticados por participar en el troleo.

## Fondo
Jay Dean Slater nació de Debbie Duncan y Warren Slater; tenía un hermano mayor, Zak.  Warren se distanció de Debbie tras la desaparición de su hijo. Slater estudió en la escuela primaria West End y en la escuela secundaria Rhyddings en Oswaldtwistle, Lancashire, antes de asistir al Accrington and Rossendale College, donde estudiaba como aprendiz de albañil.
En el momento de su desaparición, Slater tenía 19 años, pesaba 70 kg y medía 1,80 m de altura. Era de complexión delgada, con cabello negro y ojos azules. Sus familiares y amigos lo describían como un "chico guapo" y "único", que siempre era "la persona más feliz y sonriente del lugar". Otros lo describían como un "joven normal y trabajador de Lancashire", querido por todos los que lo conocían y con un gran entusiasmo por la vida. La familia de Slater destacaba su pasión por el fútbol desde los seis años, jugando en el Huncoat United FC hasta los 17. Disfrutaba pasando tiempo con sus amigos, asistiendo a festivales y eventos musicales, socializando y conociendo gente nueva.

## Desaparición
Slater asistió al festival de música NRG, de tres días de duración, en el Papagayo Beach Club, en el sur de Tenerife, la tarde del 16 de junio de 2024. Tras el festival, Slater se dirigió al pueblo de montaña de Masca con dos hombres que conoció allí, Ayub Qassim y un hombre anónimo, a quienes la policía consideró ajenos a la desaparición. Ignoraba lo lejos que lo dejarían de su alojamiento.
El 17 de junio, alrededor de las 8:00 de la mañana, Ofelia Medina Hernández —la última persona conocida que vio a Slater vivo— a su pregunta le dijo que su autobús llegaría a las 10:00. Hernández recordó haber pasado poco después a Slater en su coche mientras caminaba rápido en la dirección equivocada. Hernández era propietaria de la cercana cafetería/villa Casa Abuela Tina en Masca.
Cincuenta minutos después, a las 08:50, Slater llamó a su amiga Lucy Mae Law para decirle que estaba "perdido", ya que había perdido el autobús para ir al sur y estaba intentando caminar desde Masca hasta donde se alojaba en Los Cristianos en la costa sur de Tenerife, una distancia de 45 km o sea de 10 a 11 horas a pie. Slater le dijo que allí hacía mucho calor de día y mucho frío de noche, que su teléfono tenía 1% de batería, necesitaba agua y que se había "cortado la pierna" con un cactus, antes de que se cortara la llamada. Su última ubicación conocida fue el Parque Nacional de Teno, Slater había publicado previamente una imagen en su cuenta de Snapchat que lo mostraba en la entrada de una propiedad, con la ubicación del parque. También hizo una videollamada al amigo con el que había viajado a Tenerife, quien creyó oír a Slater resbalar en la grava. A las 09:04, Slater fue reportado como desaparecido.

## Investigación y búsqueda

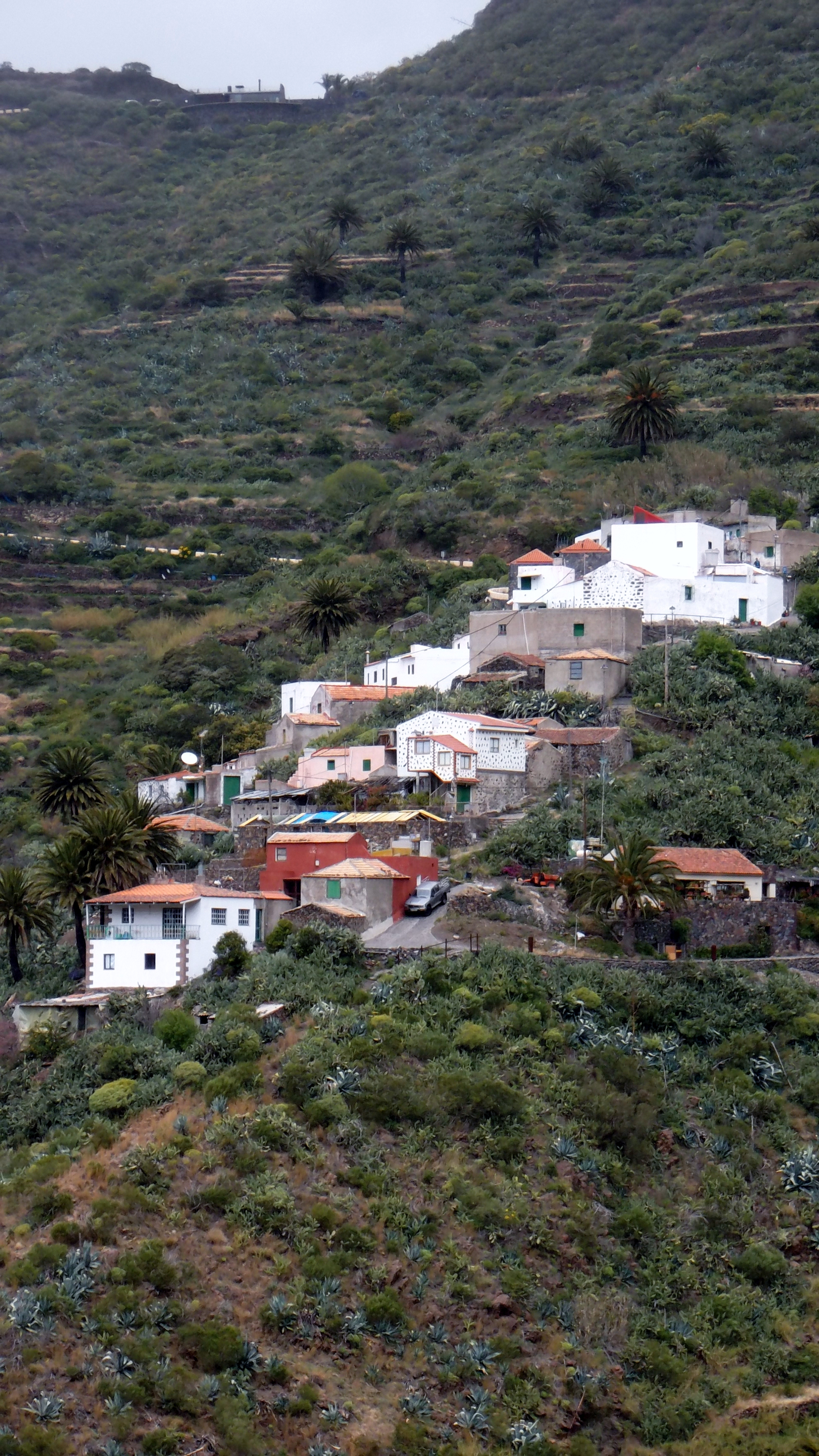
Mirando hacia el oeste hacia Casa Abuela Tina en Masca (arriba), donde Slater fue visto con vida por última vez.

Tras la denuncia de desaparición, se inició una exhaustiva búsqueda dirigida por la Guardia Civil, con drones, perros rastreadores y helicópteros. La Asociación SOS Desaparecidos clasificó a Slater como "altamente vulnerable".
El 19 de junio, la búsqueda se trasladó temporalmente a la zona de Los Cristianos debido a una posible pista, pero esta fue descartada y la búsqueda regresó al norte a su última ubicación conocida en el Parque Nacional de Teno. La Guardia Civil local y los rescatistas también buscaron en el fondo de un precipicio de 600 m de altura en el Parque Natural de Teno.
La búsqueda de Slater se centró inicialmente en dos hombres británicos de los que se había hecho amigo en Tenerife tres días antes de su desaparición. Slater salió de Playa de las Américas en coche con los hombres, que lo llevaron 35,4 km al norte hasta un Airbnb en Masca. Sin embargo, la policía confirmó posteriormente que no eran relevantes para la búsqueda tras ser interrogados brevemente por la policía española y regresar al Reino Unido.  El 24 de junio, la familia de Slater compartió una imagen borrosa de una cámara de videovigilancia tomada en Santiago del Teide, creyendo que era él, unas diez horas después de que se reportara su desaparición.
Al día siguiente, agentes de policía que buscaban a Slater se toparon con un excursionista escocés en un barranco. El hombre de 51 años había sido reportado como desaparecido el 21 de junio tras no regresar de una excursión cerca de donde Slater fue visto por última vez. Los agentes declararon que no habría logrado salir del barranco por sus propios medios debido a la dificultad y la falta de comunicación en la zona, pero el excursionista declaró que tenía experiencia y no necesitó ser rescatado.

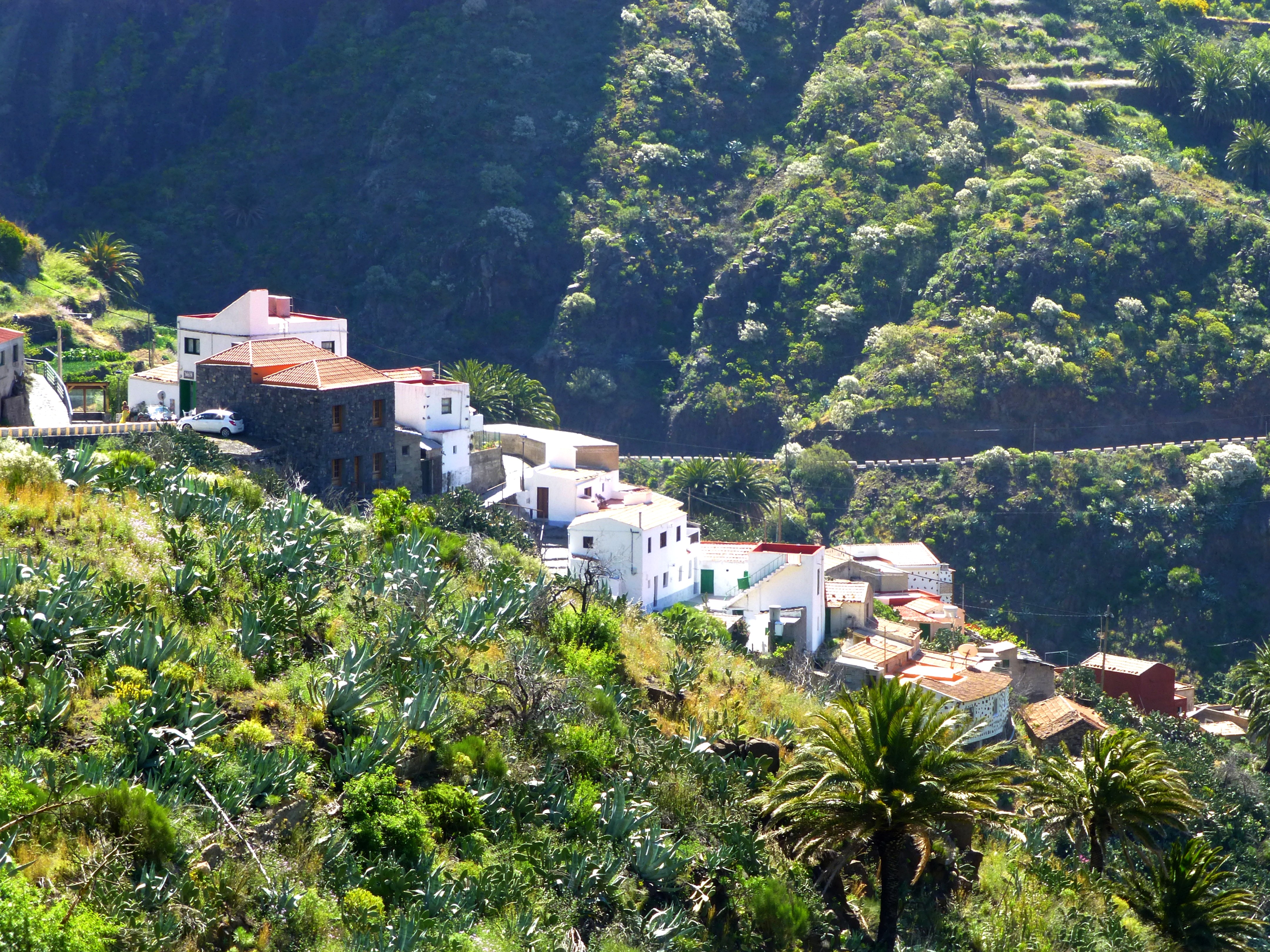
Mirando hacia el este hacia Casa Abuela Tina (arriba a la izquierda)

Las búsquedas exhaustivas, con perros especializados traídos desde Madrid, no encontraron rastro de Slater. El 29 de junio, la Guardia Civil intensificó la búsqueda, instando a las asociaciones de voluntarios a participar. A pesar de los esfuerzos de entre 30 y 40 voluntarios y rescatistas en Masca y alrededores, no se encontró nada de interés. Al día siguiente, 30 de junio, la Guardia Civil suspendió la búsqueda. La investigación continuó bajo secreto de sumario, para evitar la presencia de curiosos debido al gran interés en el caso.
La policía local se negó a declarar si estaba investigando activamente si la desaparición de Slater estaba relacionada con una investigación paralela. El 2 de julio, declaró que no había indicios de que Slater hubiera sido víctima de un delito. El 14 de julio, un equipo especializado de seis voluntarios y cuatro perros con base en los Países Bajos se desplegó en la isla para iniciar una nueva búsqueda de Slater y declaró: «Podemos hacer más». 

## Recuperación del cuerpo

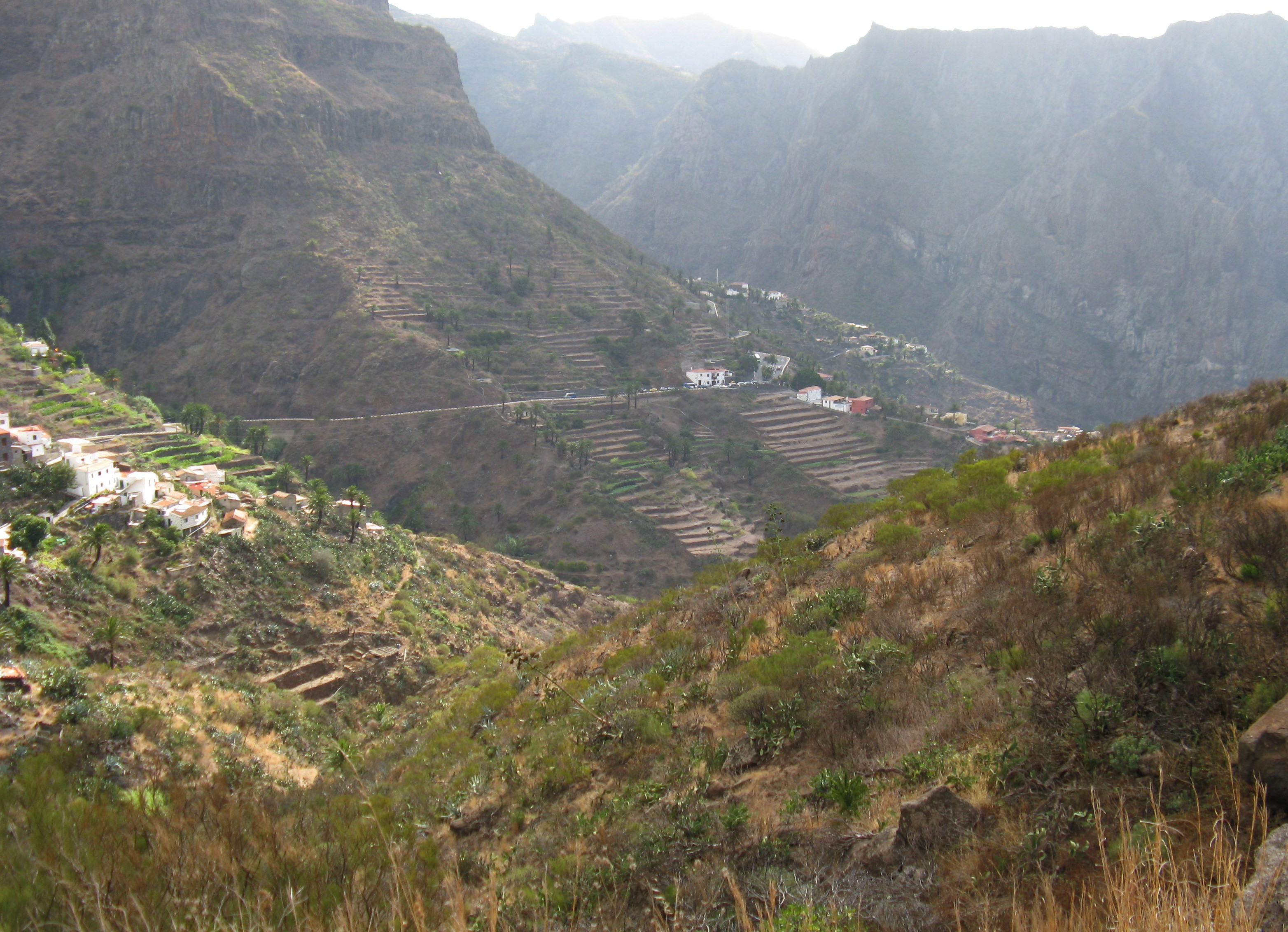
Terreno montañoso alrededor de Masca

El 15 de julio, la policía española informó del descubrimiento de restos humanos en las inmediaciones del área de interés, cerca de la última ubicación conocida del teléfono móvil de Slater. Se trataba del barranco de Juan López, a unos 10 kilómetros de la costa.  El cuerpo, semimomificado por la exposición al sol, portaba la ropa y pertenencias de Slater. El periódico tinerfeño El Día informó que se utilizó un helicóptero del servicio de rescate de emergencia del gobierno regional para ayudar a recuperar los restos debido a la inaccesibilidad del terreno. 
Al día siguiente, una autopsia preliminar realizada por la Guardia Civil y el Tribunal Superior de Justicia de Canarias confirmó mediante ADN que el cuerpo hallado era el de Slater.  La autopsia sugirió que falleció a consecuencia de lesiones por una caída accidental o una caída desde una altura debido a las fracturas sufridas.
Su cuerpo permaneció en España antes de ser repatriado al Reino Unido. El forense ordenó otra autopsia en el Reino Unido, la cual concluyó que Slater falleció por traumatismos craneoencefálicos, compatibles con una caída de gran altura. El informe también destacó que su muerte habría sido instantánea.

## Respuesta
La desaparición de Slater despertó atención nacional e internacional,  que dominó los medios globales.   La atención que generó la desaparición de Slater llegó a ser comparada con la de Madeleine McCann en 2007.
El 18 de junio, la madre de Slater, Debbie Duncan, y su hermano, Zak, volaron a Tenerife. Duncan afirmó creer que Slater había sido "secuestrado contra su voluntad". El padre de Slater, Warren, declaró que estaba viviendo un verdadero infierno y que "alguien debía saber algo". El exagente de la Policía Metropolitana, Mark Williams-Thomas, quien colaboró en la búsqueda de Nicola Bulley, se había puesto en contacto con Duncan para ofrecerle su ayuda.
El 22 de junio, el festival de música NRG (New Rave Generation), al que Slater asistió antes de su desaparición, emitió un comunicado en el que describía la situación como "devastadora". 
La desaparición de Slater dio lugar a que la prensa informara sobre la desaparición de Kevin Ainley veinte años antes. Ainley tenía veinticuatro años y era de Lancashire, vivía en Yorkshire y se había mudado al sur de Tenerife unos meses antes de su desaparición en junio de 2004, la cual no tuvo apenas repercusión en su momento. Otro caso comparable fue el de Steven Cook, un joven de veinte años quien desapareció en Creta en 2005, pero cuyos restos fueron encontrados unos años más tarde en un pozo, con una investigación que concluyó con un veredicto abierto al no poder dilucidar si cayó accidentalmente o fue arrojado. El 20 de julio, el interés constante en Slater se comparó con la desaparición de Damien Nettles y Jack O'Sullivan.
El periódico tinerfeño El Día informó que, según la organización de personas desaparecidas SOS Desaparecidos, Slater era una de las 82 personas desaparecidas en las islas Canarias desde 1981, con 50 solo en Tenerife, incluidos 22 extranjeros. Las cifras del Ministerio del Interior de España revelaron que Slater era uno de los 27 casos de personas desaparecidas sin resolver desde 2008 en adelante.
Durante la búsqueda, aparecieron artículos periodísticos que informaban sobre un grave ataque a un joven de 17 años en 2021 por parte de una pandilla de ocho personas, entre ellas Slater, que utilizaron machetes, un hacha y un palo de golf, en el que le partieron el cráneo. Slater había sido condenado por ello en agosto de 2023 a 18 meses de servicios comunitarios con 25 días de actividades de rehabilitación y 150 horas de trabajo no remunerado.
El entonces ministro de Asuntos Exteriores, David Cameron, declaró que el gobierno británico estaba haciendo todo lo posible para apoyar la búsqueda de Slater. Tras la muerte confirmada, la miembro local del Parlamento, Sarah Smith, dijo que estaba ayudando a la familia a obtener apoyo del gobierno. 
Un documental producido por ITN, The Jay Slater Mystery: Missing or Murdered?, iba a emitirse en Channel 5 en julio, pero luego fue eliminado de su programación después del hallazgo del cuerpo. 

### Redes sociales
Se creó una página de GoFundMe titulada "Lleven a Jay Slater a casa" para recaudar fondos para su familia. Tras el inicio de la campaña, GoFundMe publicó un comunicado en el que un portavoz afirmó: "Todas las campañas están bajo revisión y no se transferirá ningún dinero a menos que podamos verificar que se destina directamente a su familia". Esto se produjo tras una amplia especulación en línea sobre el uso del dinero. El administrador de un grupo de Facebook creado para ayudar en la búsqueda afirmó que los fondos recaudados se destinarían a los amigos y familiares de Slater que se encontraban en Tenerife. Se crearon al menos siete páginas falsas de GoFundMe a nombre de Slater, que posteriormente fueron eliminadas.
El 22 de junio, la familia y los amigos de Slater temieron que su cuenta de Instagram hubiera sido hackeada tras haber sido accedida varias veces desde su desaparición. Posteriormente, la madre de Slater recibió una serie de mensajes en redes sociales y llamadas en broma "repugnantes" de números desconocidos que afirmaban haber secuestrado a Slater y pedir un rescate por él. Posteriormente, describió haber sido "aterrorizada" por esos troles de internet, afirmando que el abuso no había cesado ni siquiera después del funeral de Slater y negó los rumores de que había robado un reloj Rolex de 12.000 libras esterlinas antes de su desaparición.
Al igual que con la muerte de Nicola Bulley, se publicaron varias teorías conspirativas en las redes sociales sobre la desaparición,  a menudo basadas en rumores sin confirmar y capturas de pantalla falsas de mensajes en línea de personas relacionadas con el caso. En Facebook, se crearon varios grupos que discutían teorías sobre su paradero. En TikTok, se hicieron más de 30 millones de videos bajo la etiqueta "Jay Slater Opinions", muchos de los cuales eran especulaciones de que Slater estaba engañando a todos por dinero. Usuarios de TikTok también habían llegado a Tenerife para ayudar con la búsqueda y publicar actualizaciones para sus seguidores.  El tío de Slater temía la participación de terceros. Algunos usuarios de redes sociales que participaron en el troleo fueron duramente criticados. Ginger Gorman, autora de Troll Hunting y experta global en ciberodio, afirmó que esto da a los troles que atacaban a la familia de Slater una sensación de poder y que era deprimente, pero no sorprendente, considerando a Slater. Otra autora de un libro sobre redes sociales, Sara Polak, lo describió como una apofenia y afirmó que encaja con el cliché cultural de que no se debe confiar en los chicos de 19 años. Amazon fue criticado por permitir la publicación de varios libros sobre teorías de la conspiración en su sitio web y en Kindle, que detallaban la desaparición de Slater.
Los parlamentarios laboristas Sarah Smith y Chris Webb pidieron al primer ministro británico, Keir Starmer, que implementara sanciones más severas para disuadir a los troles en línea antes de que se lanzaran. Sarah Manavis, en la revista New Statesman, citó el caso como un ejemplo de cómo «si no se controla nuestra cultura del crimen real ahora, seremos insensibles para siempre a las historias de tragedias personales», en referencia a las teorías conspirativas, acusaciones y burlas que se difundieron sobre Jay Slater en redes sociales antes y después de su hallazgo muerto. 
Matt Searle, director ejecutivo de LBT Global, organización benéfica para personas desaparecidas, criticó a los usuarios de redes sociales por especular sobre Slater, describiéndolos como "detectives de sillón" y "supuestos expertos", y les instó a dejar de hacerlo. En declaraciones a BBC News, Searle declaró que tenía la intención de plantear el asunto a la ministra del Interior, Yvette Cooper. Antes del funeral de Slater, Searle declaró que varios estafadores "despiadados" con cuentas en redes sociales habían ofrecido acceso a una transmisión en directo falsa del funeral a cambio de "me gusta", seguidores y dinero.

### Crítica a la policía
El 21 de junio, la Policía de Lancashire publicó un comunicado sobre la desaparición de Slater. Afirmaba que contaban con "oficiales especializados" que seguían apoyando a la familia del joven y que habían ofrecido apoyo a la Guardia Civil, quien lo rechazó. Sin embargo, la oferta seguía vigente y se pondrían en contacto si su situación cambiaba. La madre de Slater reiteró sus peticiones a la policía británica para que colaborara en la búsqueda, añadiendo que había habido un "problema con la barrera del idioma".
La policía española enfrentó críticas por cancelar la búsqueda de Slater el 30 de junio, menos de dos semanas después de su desaparición. El alcalde de Santiago del Teide, Emilio Navarro, defendió la decisión y afirmó que la policía seguía investigando varias líneas de investigación.  Navarro fue posteriormente criticado por afirmar que varios testigos habían visto a Slater viendo un partido de fútbol de la Eurocopa 2024 en un local de Tenerife horas después de la última vez que se supo de él, lo que llevó a la policía local a investigar los posibles avistamientos, lo que posteriormente fue desestimado. 
Posteriormente, la policía fue criticada por su gestión de la investigación, con acusaciones de que los equipos de búsqueda habían pasado por alto muchos aspectos básicos. El exdetective de policía Mark Williams-Thomas, quien investigó la desaparición de Nicola Bulley, también criticó a la policía local por su enfoque en la investigación y por rechazar la ayuda de la Policía de Lancashire en la búsqueda de Slater.

### Homenajes y funeral
Tras la desaparición de Slater, el Lancashire Post informó que Oswaldtwistle había "teñido las calles de azul" con cientos de lazos. Tras confirmarse la muerte de Slater, unas 100 personas asistieron a una vigilia en su memoria en su natal Oswaldtwistle, Lancashire, donde se lanzaron al cielo decenas de globos azules con mensajes. En la Iglesia Metodista del West End se celebró un servicio conmemorativo especial donde se invitó a los asistentes a encender una vela por él y firmar en un libro de condolencias.
Los directores de la Escuela Primaria West End y el Instituto Rhyddings rindieron homenaje a su exalumno, declarando que «todos los miembros de la comunidad escolar, tanto del pasado como del presente, comparten nuestras condolencias». El Colegio Accrington y Rossendale, donde Slater estudiaba como aprendiz de albañil, expresó su profunda tristeza al enterarse de su fallecimiento, describiéndolo como un «aprendiz muy trabajador con un futuro brillante por delante».
El funeral de Slater se celebró el 10 de agosto y asistieron hasta quinientas personas.  La familia había declarado que su funeral sería una "celebración" de su vida.  Se pidió a los asistentes que llevaran algo azul en su memoria. Durante el servicio se escuchó que Slater "conmovió la vida de muchas personas", mientras que el entrenador del Huncoat United, quien compartió recuerdos de sus logros en el fútbol juvenil, lo describió como un "futbolista nato" que "siempre jugaba con una sonrisa". Fue recordado como un "hijo cariñoso", un "hermano querido" y un "amigo leal para muchos".

## Conclusión
Una investigación sobre la muerte de Slater comenzó en mayo de 2025 en el Tribunal Forense de Preston, supervisada por el forense principal James Adeley, quien también había presidido el caso de Nicola Bulley. Varios de los amigos de Slater, que estaban de vacaciones con él en Tenerife, no asistieron como testigos. Los informes toxicológicos presentados en la audiencia informaron que el cuerpo de Slater tenía rastros de consumo de alcohol, MDMA, cocaína y ketamina. El tribunal escuchó que había enviado videos de Snapchat a sus amigos esa mañana: uno filmado en la parte trasera de un automóvil rumbo a un Airbnb en Masca y otro capturando vistas de las montañas entre las 05:50 y las 07:20 de la mañana del 17 de junio, el día en que desapareció. Los expertos médicos confirmaron que Slater murió por una lesión en la cabeza consistente con una fuerte caída, sin signos de agresión, restricción o sugerencia de que estuviera "bajo alguna amenaza de alguien". Tras un aplazamiento, la investigación se reanudó el 24 de julio y concluyó al día siguiente. Adeley dictaminó que la muerte de Slater fue accidental, sin pruebas de participación de terceros.